# Кейт Райан
Кейт Ра́йан (англ. Kate Ryan, при рождении Kатри́н Вербе́к, нидерл. Katrien Verbeeck, 22 июля 1980, Тессендерло, Бельгия) — бельгийская поп-певица. Начала карьеру в 2001 году, а в 2006 году представила Бельгию на Евровидении с песней «Je t’adore», заняв 12-е место в полуфинале.

## Биография

### Ранние годы
Родилась в маленьком селе Тессендерло в Бельгии.
Росла в музыкальной семье, с детства имела тягу к музыке. В возрасте 8-ми лет начала играть на пианино и гитаре и с лёгкостью могла сыграть всё, что она слышала по радио.
Уроки пения и пианино ей давал её дядя, который был учителем в консерватории. Но она также имела и другое увлечение — училась в школе искусств, специализируясь на ювелира.
Будучи подростком Райан часто пела в барах и кафе и однажды один из менеджеров приметил её и захотел записать её песню на студии. Так в возрасте 16 лет она стала членом поп-группы Мелт. Хотя группа просуществовала всего 2 года, за это время они ни разу ничего не выпустили. Когда она познакомилась с продюсером Энди Джансеном, она покинула Мелт и начала в паре с ним писать музыку. Их дебют — сингл «Scream For More» был выпущен в 2001 году и внезапно стал успешным продержавшись в Бельгийских чартах 17 недель.

### Сольная карьера
Перепев песню Милен Фармер «Désenchantée», она заняла первые места в разнообразных Европейских чартах. Кейт подписала контракт с EMI Belgium и выпустила свой первый альбом Different в 2002 эксклюзивно для Европы.
Альбом стал золотым, в Европе было продано более 250 000 копий.

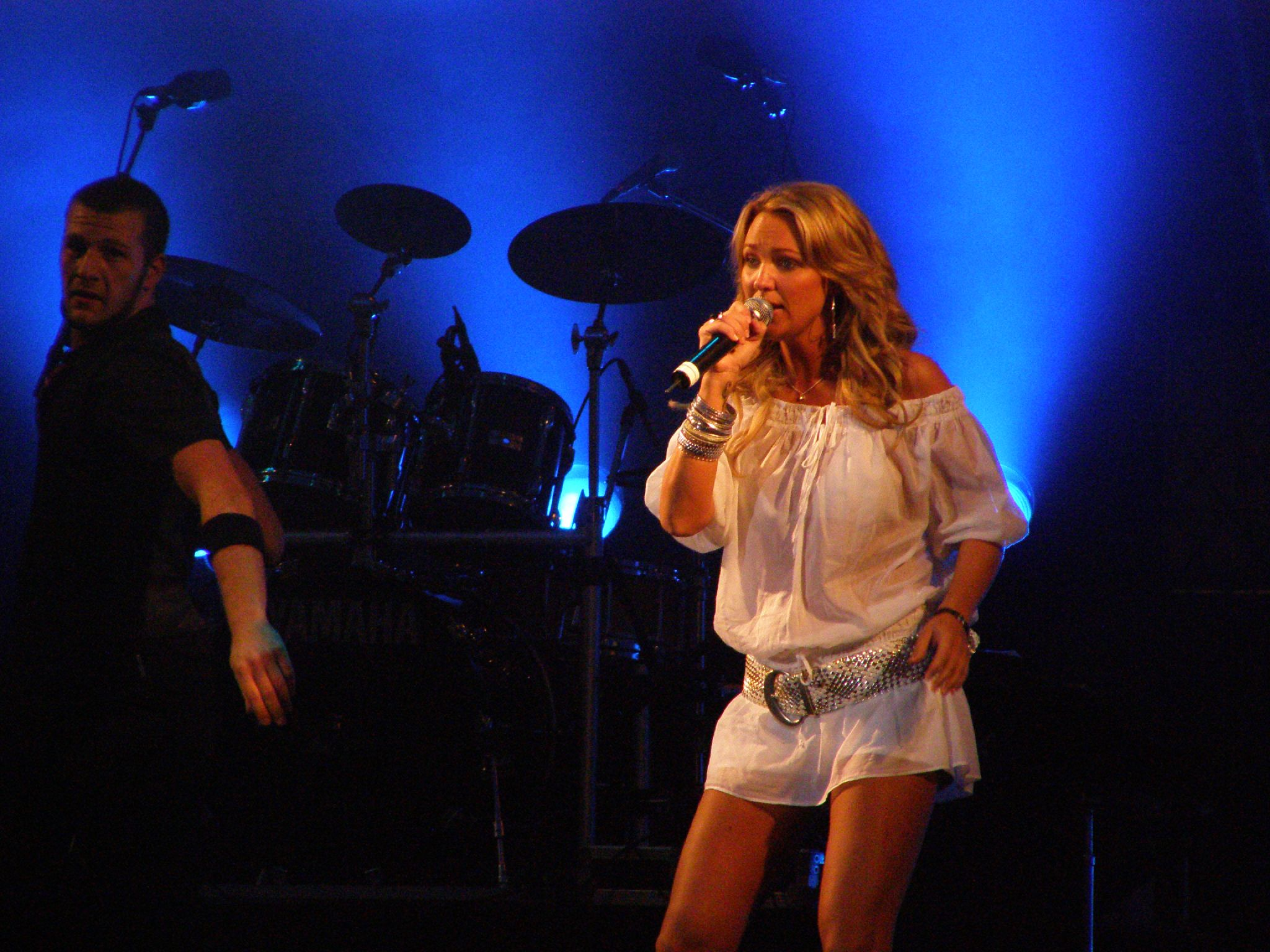
Выступление Кейт на церемонии открытия Евроигр 2007

В 2004 году Райан выпустила второй альбом в Европе и Северной Америке под названием Stronger с синглами «Only If I», «La Promesse / The Promise You Made» (версия на французском заняла 39-е место в годовом чарте «Еврохит Топ 40» Европы Плюс) и «Goodbye». Хотя альбом имел успех в танцевальных чартах, он провалился в поп-чартах, поскольку имел плохую раскрутку.
Следующим был сингл «Alive» из одноимённого альбома, альбом включал французские версии нескольких песен, включая «Je T’Adore», «Alive» и третий сингл — «All For You».
В 2007 году она имела успех с двойным синглом «Voyage Voyage»/«We All Belong». Трек «Voyage Voyage» — кавер-версия европейского хита 1987 года исполнительницы Desireless, «We All Belong» был выпущен как гимн EuroGames 2007 в Антверпене.
В 2008 году она выпустила два сингла L.I.L.Y. (Like I Love You) и Ella Elle L’a, оба трека (а также Voyage Voyage) были включены в её альбом Free, который был выпущен 30 мая 2008 года. Этот альбом также содержал дуэт с испанской поп-певицей Сорайей Арнелас «Tonight We Ride / No Digas Que No».
11 июля 2008 года был выпущен сборник наилучших песен под названием  Essential.
8 августа 2008 Кейт принимала участие в Польском фестивале «Sopot».
Следующей её работой стал альбом French Connection представленный 13 октября 2009 года в Канаде и 23 октября в Бельгии
Райан объявила через Facebook, что ее следующий альбом Electroshock выйдет в 2011 году, а ему будет предшествовать сингл LoveLife.
Еще один сингл «Broken» был выпущен 7 октября 2011 года. 9 декабря 2011 года она появилась в качестве музыкального гостя на «Голосе Румынии».
Альбом, который был отложен, был выпущен 25 июня 2012 года. Альбом полностью состоит из песен на английском языке и не имеет кавер-версии. 12 мая 2012 года был выпущен еще один сингл под названием «Robots».

### 2013 – настоящее время: неальбомные синглы
После того, как был выпущен Electroshock, Райан выразила через Facebook свое намерение выпускать только неальбомные синглы, поскольку, по ее словам, музыкальная индустрия меняется из-за того факта, что почти никто больше не покупает полные альбомы через iTunes.

## Дискография

### Студийные альбомы
| Год  | Название     | Позиции в чартах | Позиции в чартах | Позиции в чартах | Позиции в чартах | Позиции в чартах | Позиции в чартах | Позиции в чартах | Позиции в чартах | Позиции в чартах | Позиции в чартах | Сертификаты                      |
| Год  | Название     | BEL              | GER              | SWI              | POL              | AUT              | SWE              | NL               | POR              | DEN              | FIN              | Сертификаты                      |
| ---- | ------------ | ---------------- | ---------------- | ---------------- | ---------------- | ---------------- | ---------------- | ---------------- | ---------------- | ---------------- | ---------------- | -------------------------------- |
| 2002 | Different    | 8                | 23               | 14               | 15               | 26               | 17               | 88               | 18               | 22               | 36               | - POL: Платиновый - SWI: Золотой |
| 2004 | Stronger     | 22               | 14               | 13               | 10               | 43               | —                | —                | —                | —                | —                | - POL: Золотой                   |
| 2006 | Alive        | 13               | 73               | 73               | —                | —                | —                | —                | —                | —                | —                |                                  |
| 2008 | Free         | 4                | 47               | 96               | 20               | —                | 35               | 66               | —                | —                | —                | - POL: Золотой                   |
| 2012 | Electroshock | 6                |                  |                  |                  |                  |                  |                  |                  |                  |                  |                                  |

### Сборники
| Год  | Название          | Позиции в чартах | Позиции в чартах | Позиции в чартах | Сертификаты |
| Год  | Название          | BEL              | CZ               | ESP              | Сертификаты |
| ---- | ----------------- | ---------------- | ---------------- | ---------------- | ----------- |
| 2008 | Essential         | 88               | 23               | —                |             |
| 2009 | French Connection | 21               | —                | 89               |             |

### Синглы
| Год  | Название                     | Позиции в чартах | Позиции в чартах | Позиции в чартах | Позиции в чартах | Позиции в чартах | Позиции в чартах | Позиции в чартах | Позиции в чартах | Позиции в чартах | Позиции в чартах | Альбом            |
| Год  | Название                     | BEL              | GER              | SWI              | AUT              | SWE              | NL               | DEN              | FIN              | NOR              | FR               | Альбом            |
| ---- | ---------------------------- | ---------------- | ---------------- | ---------------- | ---------------- | ---------------- | ---------------- | ---------------- | ---------------- | ---------------- | ---------------- | ----------------- |
| 2001 | «Scream for More»            | 9                | —                | —                | 15               | —                | 57               | 12               | —                | —                | —                | Different         |
| 2001 | «UR (My Love)»               | 17               | —                | —                | —                | —                | —                | —                | —                | —                | —                | Different         |
| 2002 | «Désenchantée»               | 1                | 2                | 11               | 3                | 4                | 4                | 12               | —                | 3                | 12               | Different         |
| 2002 | «Mon cœur résiste encore»    | 7                | 27               | 35               | —                | —                | 58               | —                | —                | —                | —                | Different         |
| 2002 | «Libertine»                  | 7                | 7                | 26               | 7                | 16               | —                | 15               | 20               | 15               | 48               | Different         |
| 2003 | «Only If I»                  | 16               | 27               | 34               | 25               | 37               | —                | —                | —                | —                | —                | Stronger          |
| 2004 | «The Promise You Made»       | 8                | —                | —                | —                | —                | —                | —                | —                | —                | —                | Stronger          |
| 2004 | «La Promesse»                | —                | 19               | 50               | 21               | —                | —                | —                | —                | —                | —                | Stronger          |
| 2004 | «Goodbye»                    | 30               | 52               | 93               | 47               | —                | —                | —                | —                | —                | —                | Stronger          |
| 2006 | «Je t'adore»                 | 1                | 26               | 65               | 38               | 21               | 56               | —                | —                | —                | —                | Alive             |
| 2006 | «Alive»                      | 4                | 42               | —                | 54               | —                | —                | —                | 8                | —                | —                | Alive             |
| 2006 | «All for You»                | 37               | —                | —                | —                | —                | —                | —                | —                | —                | —                | Alive             |
| 2007 | «Voyage Voyage»              | 2                | 13               | —                | 26               | 26               | 11               | —                | 10               | —                | —                | Free              |
| 2008 | «L.I.L.Y. (Like I Love You)» | 12               | —                | —                | —                | —                | —                | —                | —                | —                | —                | Free              |
| 2008 | «Ella, elle l'a»             | 7                | 10               | 50               | 23               | 2                | 5                | 29               | —                | 9                | —                | Free              |
| 2008 | «I Surrender»                | 27               | —                | —                | —                | —                | 44               | —                | —                | —                | —                | Free              |
| 2009 | «Your Eye»                   | —                | —                | —                | —                | —                | 80               | —                | —                | —                | —                | Free              |
| 2009 | «Babacar»                    | 17               | 28               | —                | 53               | 27               | —                | —                | —                | —                | —                | French Connection |
| 2009 | «Évidemment»                 | 27               | —                | —                | —                | —                | —                | —                | —                | —                | —                | French Connection |
| 2011 | «LoveLife»                   | 21               | —                | —                | —                | —                | 72               | —                | —                | —                | —                | Electroshock      |
|      | Broken (featuring Narco)     | 30               | —                | —                | —                | —                | —                | —                | —                | —                | —                | Electroshock      |
|      | Robots                       | 12               | —                | —                | —                | —                | —                | —                | —                | —                | —                | Electroshock      |
| 2013 | Light in the Dark            | 27               | —                | —                | —                | —                | —                | —                | —                | —                | —                |                   |
|      | Heart Flow                   | 30               | —                | —                | —                | —                | —                | —                | —                | —                | —                |                   |
| 2014 | Not Alone                    | 23               | —                | —                | —                | —                | —                | —                | —                | —                | —                |                   |
| 2015 | Runaway (Smalltown Boy)      | 23               | —                | —                | —                | —                | —                | —                | —                | —                | —                |                   |
| 2016 | Wonderful Life               | 30               | —                | —                | —                | —                | —                | —                | —                | —                | —                |                   |
|      | Comment te dire adieu        | 8                | —                | —                | —                | —                | —                | —                | —                | —                | —                |                   |
| 2018 | Bring Me Down                | —                | —                | —                | —                | —                | —                | —                | —                | —                | —                |                   |
| 2019 | Wild Eyes                    | 55               | —                | —                | —                | —                | —                | —                | —                | —                | —                |                   |
| 2020 | Holiday                      | —                | —                | —                | —                | —                | —                | —                | —                | —                | —                |                   |
|      |                              |                  |                  |                  |                  |                  |                  |                  |                  |                  |                  |                   |